# Annaphila amicula
Annaphila amicula är en fjärilsart som beskrevs av H. Edwards 1875. Annaphila amicula ingår i släktet Annaphila och familjen nattflyn. Inga underarter finns listade i Catalogue of Life.